# سلیمان رحو
سلیمان رحو (انگلیسی: Slimane Raho؛ زادهٔ ۲۰ اکتبر ۱۹۷۵) بازیکن فوتبال اهل الجزایر بود.
از باشگاه‌هایی که در آن بازی کرده‌است می‌توان به باشگاه فوتبال القبائل، باشگاه فوتبال مولودیه وهران، و باشگاه فوتبال وفاق سطیف اشاره کرد.
وی همچنین در تیم‌های ملی فوتبال الجزایر بازی کرده‌است.